# Landtags- und Gemeinderatswahlkreis Ottakring
Der Wahlkreis Ottakring ist ein Wahlkreis in Wien, der den Wiener Gemeindebezirk Ottakring umfasst. Bei der Landtags- und Gemeinderatswahl 2015 waren im Wahlkreis Ottakring 58.161 Personen wahlberechtigt, wobei bei der Wahl die Sozialdemokratische Partei Österreichs (SPÖ) mit 40,85 % als stärkste Partei hervorging. Die SPÖ erreichte zwei der fünf möglichen Grundmandate, zudem erzielte die Freiheitliche Partei Österreichs (FPÖ) ein Grundmandat.

## Wahlergebnisse
| Landtags- und Gemeinderatswahlen im Wahlkreis Ottakring | Landtags- und Gemeinderatswahlen im Wahlkreis Ottakring | Landtags- und Gemeinderatswahlen im Wahlkreis Ottakring | Landtags- und Gemeinderatswahlen im Wahlkreis Ottakring | Landtags- und Gemeinderatswahlen im Wahlkreis Ottakring | Landtags- und Gemeinderatswahlen im Wahlkreis Ottakring | Landtags- und Gemeinderatswahlen im Wahlkreis Ottakring | Landtags- und Gemeinderatswahlen im Wahlkreis Ottakring | Landtags- und Gemeinderatswahlen im Wahlkreis Ottakring |
| Wahltermin                                              | GM                                                      |                                                         | SPÖ                                                     | ÖVP                                                     | FPÖ                                                     | GRÜNE                                                   | LIF/NEOS                                                | Sonstige                                                |
| ------------------------------------------------------- | ------------------------------------------------------- | ------------------------------------------------------- | ------------------------------------------------------- | ------------------------------------------------------- | ------------------------------------------------------- | ------------------------------------------------------- | ------------------------------------------------------- | ------------------------------------------------------- |
| 8. Oktober 1978                                         |                                                         | Stimmenanteile (%)                                      | 64,73                                                   | 27,78                                                   | 5,89                                                    | –                                                       | –                                                       | 1,61                                                    |
| 8. Oktober 1978                                         | 6                                                       | Grundmandate                                            | 4                                                       | 1                                                       | 0                                                       | –                                                       | –                                                       | 0                                                       |
| 24. April 1983                                          |                                                         | Stimmenanteile (%)                                      | 61,16                                                   | 30,09                                                   | 5,13                                                    | 2,55                                                    | –                                                       | 1.07                                                    |
| 24. April 1983                                          | 6                                                       | Grundmandate                                            | 4                                                       | 2                                                       | 0                                                       | 0                                                       | –                                                       | 0                                                       |
| 18. November 1987                                       |                                                         | Stimmenanteile (%)                                      | 60,71                                                   | 23,70                                                   | 9,48                                                    | 3,81                                                    | –                                                       | 2,31                                                    |
| 18. November 1987                                       | 6                                                       | Grundmandate                                            | 4                                                       | 1                                                       | 0                                                       | 0                                                       | –                                                       | 0                                                       |
| 10. November 1991                                       |                                                         | Stimmenanteile (%)                                      | 50,44                                                   | 14,44                                                   | 24,85                                                   | 8,08                                                    | –                                                       | 2,19                                                    |
| 10. November 1991                                       | 6                                                       | Grundmandate                                            | 3                                                       | 1                                                       | 1                                                       | 0                                                       | –                                                       | 0                                                       |
| 13. Oktober 1996                                        |                                                         | Stimmenanteile (%)                                      | 41,68                                                   | 12,41                                                   | 30,30                                                   | 7,50                                                    | 6,56                                                    | 1,55                                                    |
| 13. Oktober 1996                                        | 5                                                       | Grundmandate                                            | 2                                                       | 0                                                       | 1                                                       | 0                                                       | 0                                                       | 0                                                       |
| 25. März 2001                                           |                                                         | Stimmenanteile (%)                                      | 49,97                                                   | 13,38                                                   | 20,87                                                   | 12,14                                                   | 2,94                                                    | 0,70                                                    |
| 25. März 2001                                           | 5                                                       | Grundmandate                                            | 2                                                       | 0                                                       | 1                                                       | 0                                                       | 0                                                       | 0                                                       |
| 23. Oktober 2005                                        |                                                         | Stimmenanteile (%)                                      | 51,48                                                   | 15,84                                                   | 15,82                                                   | 14,35                                                   | –                                                       | 2,51                                                    |
| 23. Oktober 2005                                        | 5                                                       | Grundmandate                                            | 3                                                       | 0                                                       | 0                                                       | 0                                                       | –                                                       | 0                                                       |
| 10. Oktober 2010                                        |                                                         | Stimmenanteile (%)                                      | 46,80                                                   | 11,25                                                   | 24,67                                                   | 14,02                                                   | 0,81                                                    | 2,44                                                    |
| 10. Oktober 2010                                        | 5                                                       | Grundmandate                                            | 2                                                       | 0                                                       | 1                                                       | 0                                                       | 0                                                       | 0                                                       |
| 11. Oktober 2015                                        |                                                         | Stimmenanteile (%)                                      | 40,85                                                   | 8,20                                                    | 28,25                                                   | 14,42                                                   | 5,35                                                    | 2,44                                                    |
| 11. Oktober 2015                                        | 5                                                       | Grundmandate                                            | 2                                                       | 0                                                       | 1                                                       | 0                                                       | 0                                                       | 0                                                       |
| 11. Oktober 2020                                        |                                                         | Stimmenanteile (%)                                      |                                                         |                                                         |                                                         |                                                         |                                                         |                                                         |
| 11. Oktober 2020                                        | 5                                                       | Grundmandate                                            |                                                         |                                                         |                                                         |                                                         |                                                         |                                                         |